# Rayners Lane
Rayners Lane è una stazione della metropolitana di Londra servita dalle linee Metropolitan e Piccadilly.

## Storia

### La stazione della MR
Nel 1904, la Metropolitan Railway (MR, allora chiamata Harrow and Uxbridge Railway) ha costruito la linea di collegamento tra Harrow-on-the-Hill e Uxbridge, che comprendeva come unica fermata intermedia quella di Ruislip.
Rayners Lane è stata aperta a maggio del 1906, come un punto di arresto del treno denominato Rayners Lane Halt, dal nome di Daniel Rayner, il proprietario di una fattoria nella zona,
A marzo del 1910 è stata costruita una diramazione della linea District da South Harrow a Rayners Lane per connmettersi alla linea Metropolitan.

### La stazione della linea Piccadilly
A ottobre 1933 i treni della linea District sono stati sostituiti da quelli della linea Piccadilly.
La stazione è stata ricostruita nei primi anni ‘30, su progetto di Charles Holden e Reginald Uren. L'edificio include una biglietteria a forma di cubo in mattoni e vetro, con una lastra di cemento armato per tetto.
Nel 1964 ha chiuso lo scalo merci.
A maggio 1994 l'edificio della stazione è diventato un monumento classificato di grado II.

## Interscambi
Nelle vicinanze della stazione effettuano fermata alcune linee urbane automobilistiche, gestite da London Buses.
- Fermata autobus

## Galleria d'immagini

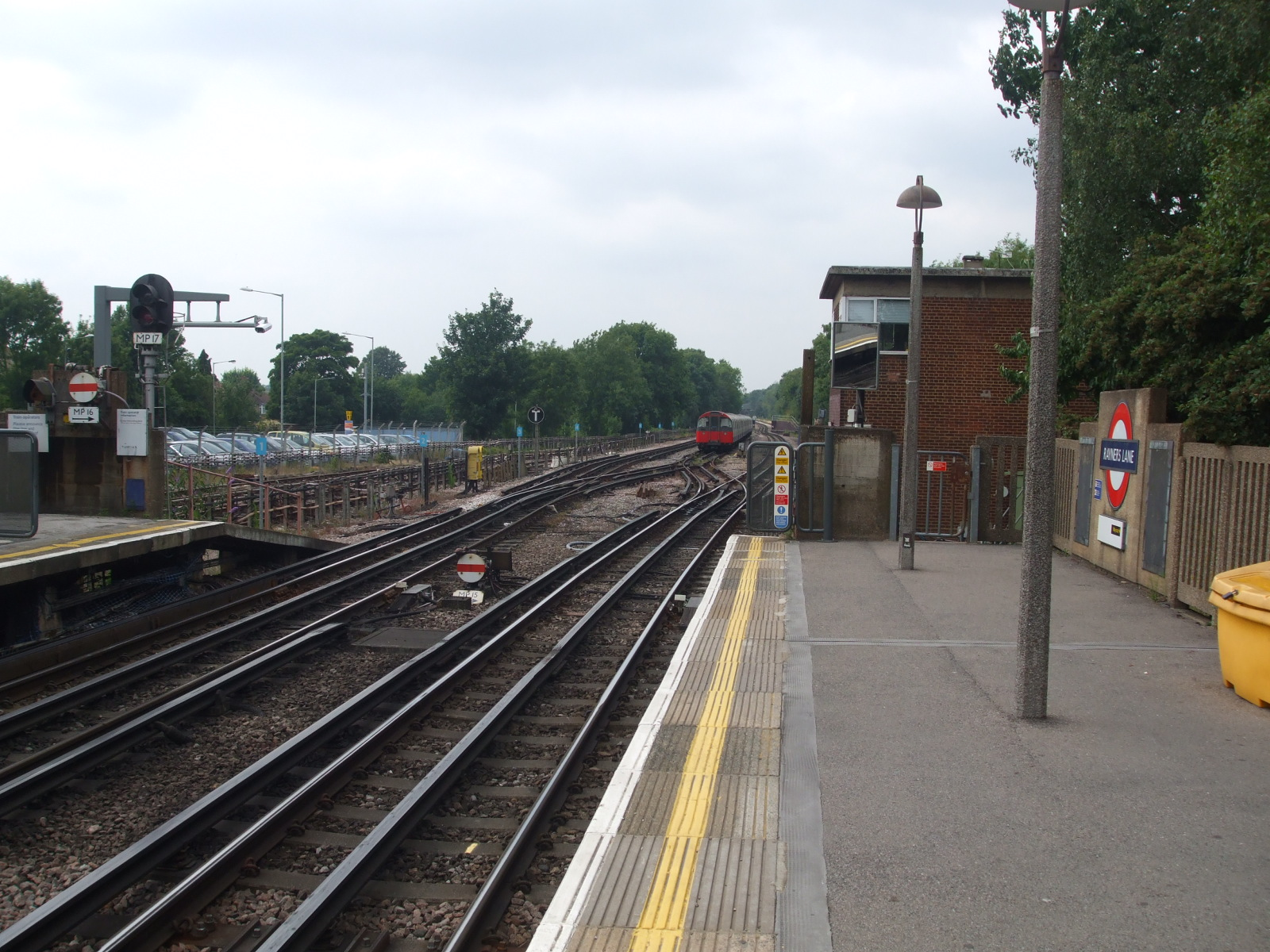
Treno della linea Piccadilly in attesa di ripartire sul raccordo di inversione di marcia della stazione di Rayners Lane
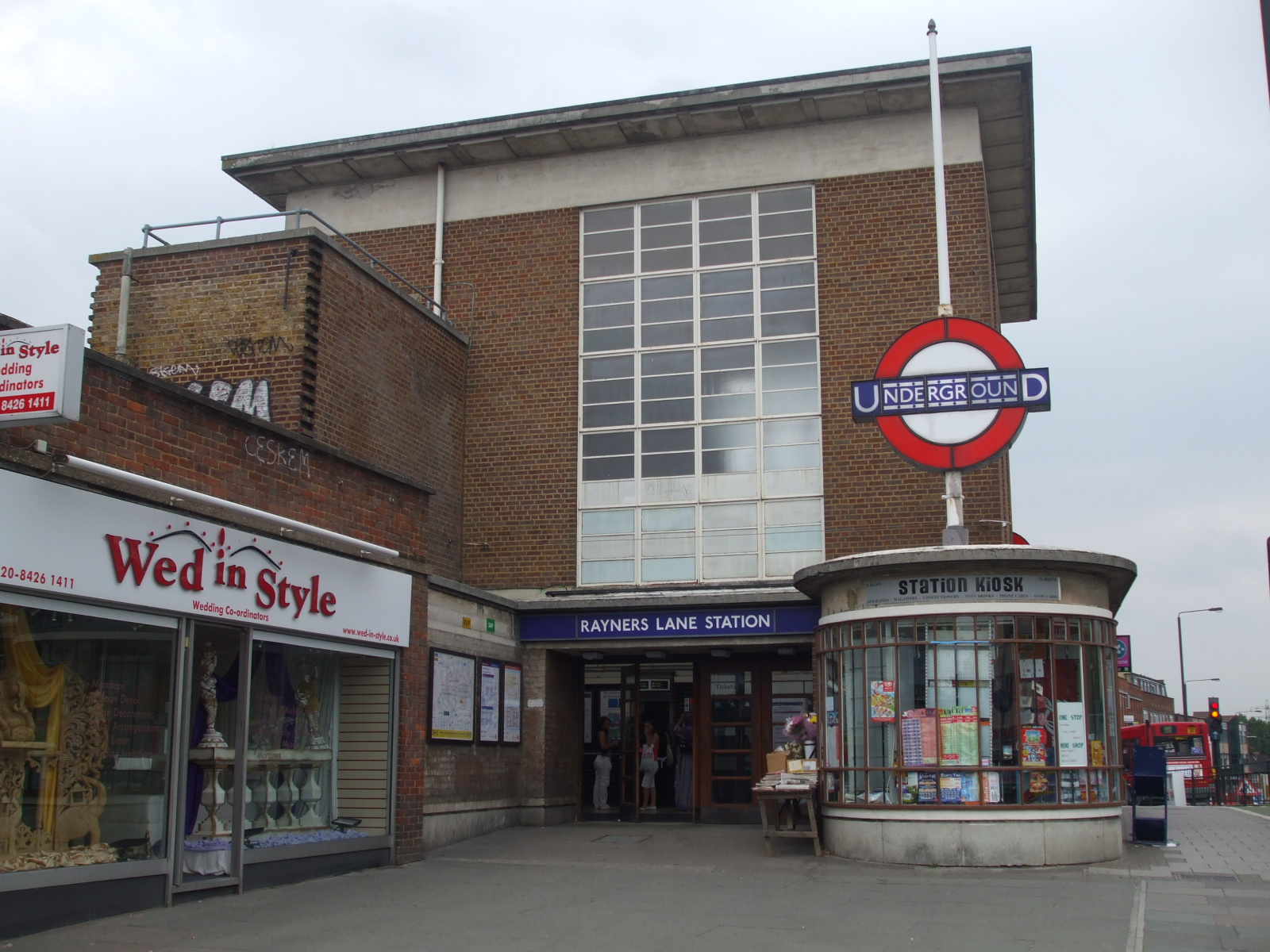
L’entrata sul lato sud della stazione
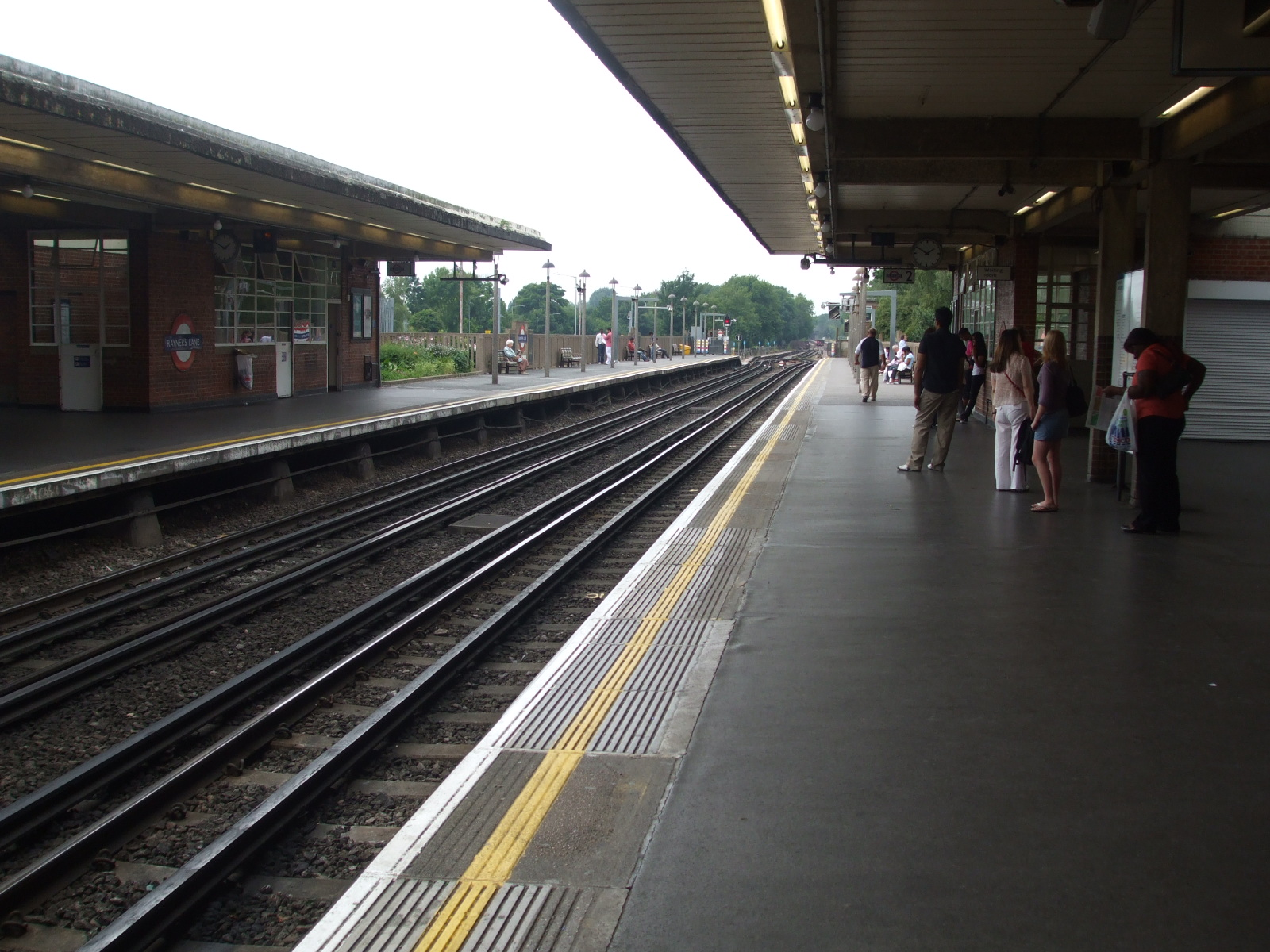
Il binario est
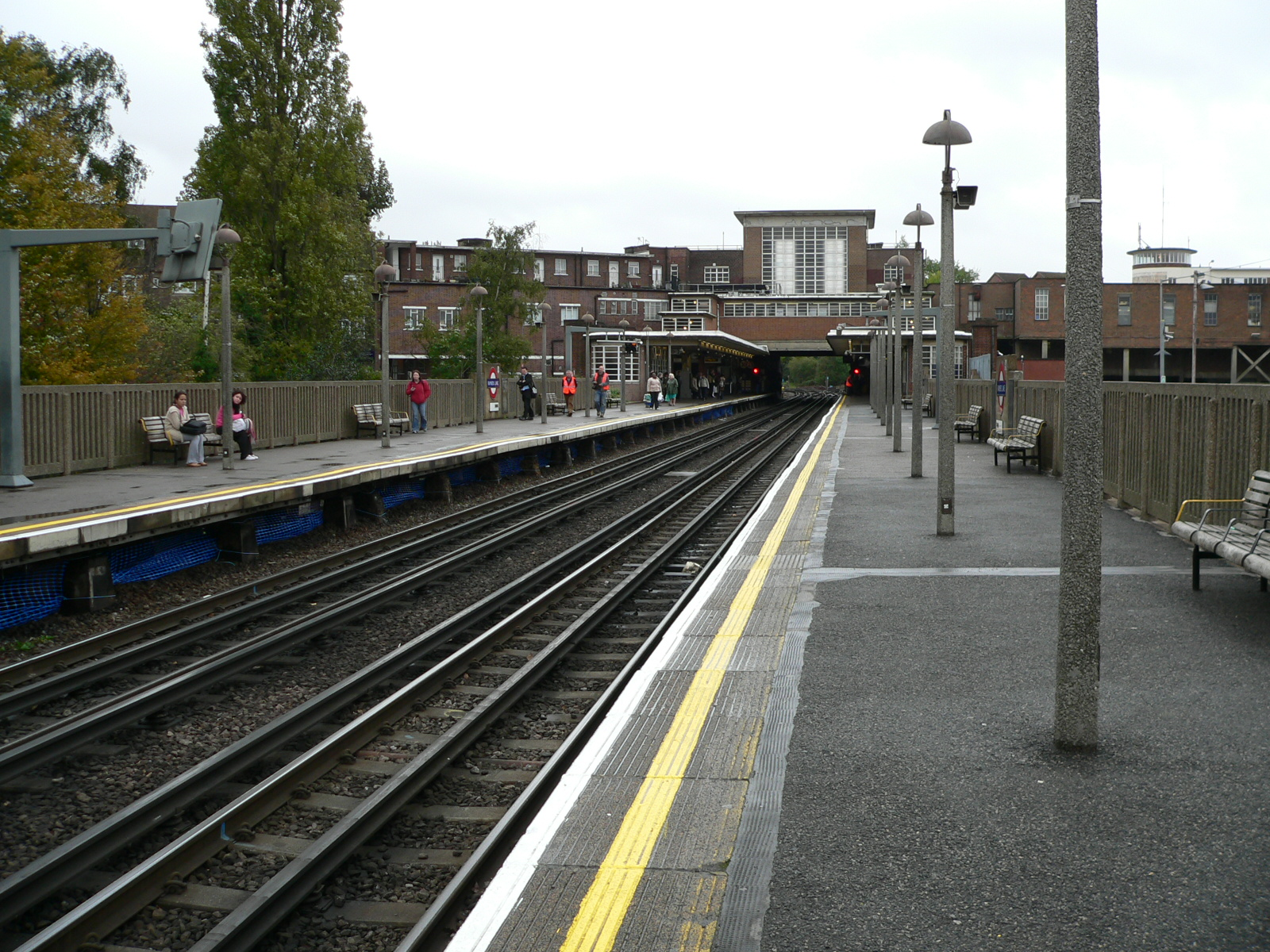
Il binario ovest
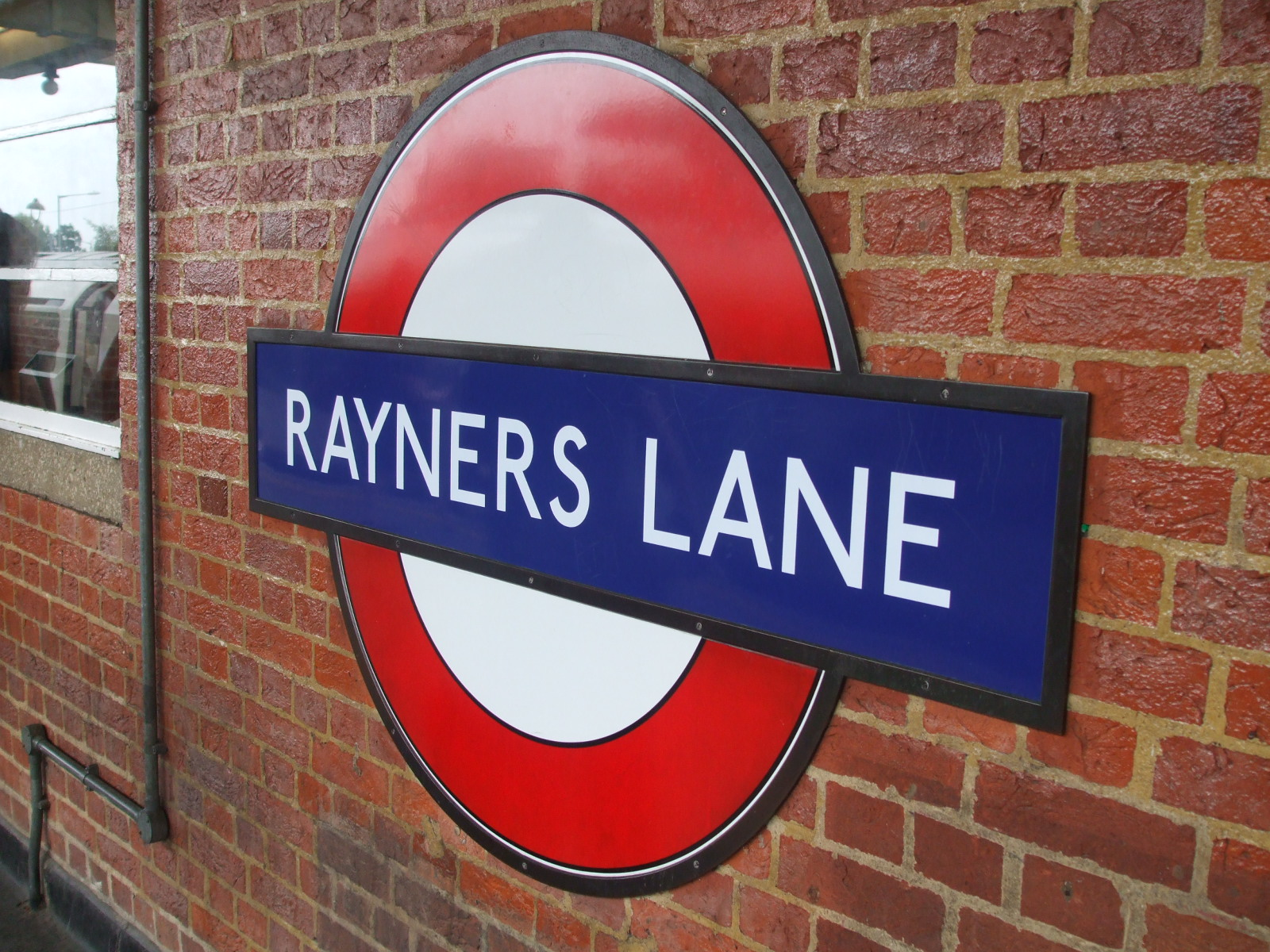
Il logo dell’Underground sui binari della stazione